# Oskars Kalpaks
Oskars Kalpaks (ur. 6 stycznia 1882, zm. 6 marca 1919 w pobliżu Airites) – łotewski oficer armii Imperium Rosyjskiego, następnie dowódca ochotniczego batalionu łotewskiego walczącego po stronie łotewskiego Rządu Tymczasowego podczas wojny o niepodległość Łotwy.

## Życiorys
Ukończył szkołę wojskową w Irkucku, po czym służył w 183 Pułtuskim pułku piechoty Imperium Rosyjskiego. Walczył w I wojnie światowej i został odznaczony Krzyżem św. Jerzego, dosłużył się stopnia pułkownika.
Po rewolucji lutowej uznał rosyjski Rząd Tymczasowy i wstąpił do partii eserowców. Po rewolucji październikowej i podpisaniu pokoju brzeskiego jego pułk, znajdujący się na Ukrainie, został rozbrojony i rozpuszczony. Kalpaks wrócił na Łotwę, poparł łotewską deklarację niepodległości i brał udział w formowaniu łotewskich ochotniczych oddziałów zbrojnych. Ich powstawanie trwało jednak wolno (poparcie dla bolszewików na Łotwie było w 1918 r. bardzo wysokie) i faktycznie w styczniu 1919 r. Kalpaks objął dowództwo tylko jednego łotewskiego batalionu liczącego 375 żołnierzy, chociaż formalnie tytułowano go „głównodowodzącym znajdujących się w Rydze sił łotewskich”.
W listopadzie 1918 r. ofensywę w kierunku zachodnim rozpoczęła Armia Czerwona, stopniowo ustanawiając rządy bolszewików na ziemiach łotewskich. Wówczas łotewski Rząd Tymczasowy Kārlisa Ulmanisa zawarł z adwokatem Augustem Winnigiem, pełniącym funkcję komisarza ds. krajów bałtyckich, umowę dotyczącą sformowania formacji obrony terytorialnej – Bałtyckiej Landeswehry. W końcu 1918 r. i na początku 1919 r. łotewski Rząd Tymczasowy Kārlisa Ulmanisa stracił większość ziem łotewskich, łącznie z Rygą, na rzecz bolszewików, 17 grudnia proklamowana została Łotewska Socjalistyczna Republika Radziecka. Rząd Ulmanisa kontrolował jedynie część Kurlandii – Lipawę oraz powiaty Grobiņa i Aizpute.
W tej sytuacji w lutym 1919 r. Niemcy zdecydowały o podporządkowaniu Bałtyckiej Landeswehry oraz utworzonej z niemieckich ochotników Żelaznej Dywizji niemieckiemu VI Rezerwowemu Korpusowi Armijnemu pod dowództwem gen. Rüdigera von der Goltza i przekazaniu dowództwa poszczególnych oddziałów wyłącznie oficerom niemieckim. Łotewski rząd tymczasowy stracił faktycznie kontrolę nad tymi siłami, gen. von der Goltz został mianowany gubernatorem Lipawy. Na początku roku do oddziałów antybolszewickich przeprowadzono zaciąg – po nim liczba łotewskich ochotników dowodzonych przez Kalpaksa, podlegających dowództwu Landeswehry, wzrosła do 700.
W marcu 1919 r. siły niemieckie przeprowadziły udaną kontrofensywę w Kurlandii, zmuszając bolszewików do wycofania się na wschód. Kalpaks jako dowódca był wysoko ceniony przez gen. von der Goltza. Podczas walk, 6 marca 1919 r., Kalpaks zginął w przypadkowej wymianie ognia z żołnierzami Żelaznej Dywizji. Wzięli oni Kalpaksa i towarzyszących mu oficerów, ubranych w mundury rosyjskie, za bolszewików.
Mimo niewielkiego znaczenia bojowego, jakie faktycznie miał batalion Kalpaksa podczas walk o niepodległość Łotwy, jego postać zajęła pierwszoplanowe miejsce w łotewskiej oficjalnej polityce historycznej i polityce pamięci.
W miejscu śmierci Kalpaksa w 1936 r. wzniesiono pomnik i założono muzeum. Zostało ono zamknięte po wybuchu II wojny światowej i przyłączeniu Łotwy do ZSRR, pomnik zaś zdemontowano. Jego ponowne odsłonięcie miało miejsce w 1988 r., dwa lata później ponownie otwarto ekspozycję muzealną poświęconą łotewskiemu batalionowi Kalpaksa. Pomnik Kalpaksa znajduje się również w Rydze.